# Блакпул
Вижте пояснителната страница за други значения на Блакпул.
Бла̀кпул (на английски: Blackpool, английското произношение е най-близко до Блекпуул или Блакпуул, [ˈblækpuːl]) е град в Англия.

## География
Блакпул е разположен на брега на Ирландско море в Северозападна Англия, графство Ланкашър на 83 km на северозапад от Манчестър и на 90 km на север от Ливърпул. Административният център на графството град Престън се намира на 18 km на югоизток от Блакпул. Населението е 141 900 жители (2008).

## Икономика
Блакпул е морски курорт. Има жп гара и международна аерогара. Блакпул е първият електрифициран град във Великобритания. Той е един от първите градове в света с електрически трамваи (от 1885 г.) и един от малкото в света и единственият в Англия град, който е съхранил в първоначалния си вид трамвайния транспорт.

## Архитектура
Архитектурна забележителност за града е кулата Блакпул Тауър. Конструирана и изработена е по прототип на парижката Айфелова кула.

## Спорт
Най-успешният футболен отбор в града е Блекпул. Състезавал се е в двете най-горни нива на английския футбол. Вторият футболен отбор на града носи името АФК Блекпул.

## Побратиметни градове
- Ботроп, Германия